# Ulysse Butin
Ulysse Butin (San Quintino, 15 maggio 1838 – Parigi, 9 dicembre 1883) è stato un pittore francese.

## Biografia
Allievo di François-Édouard Picot e di Isidore Pils, lavorò alla decorazione pittorica dell'Opéra di Parigi sotto la direzione di Charles Garnier, realizzando l'allegoria del mese di aprile nella Galerie du Glacier.
Aderente alla corrente del realismo, per i suoi soggetti scelse scene di vita popolare dei villaggi delle coste, di interesse non solo artistico ma anche etnologico. Almeno due delle sue tele sono conservate a Lilla e a Pau, due (La figlia maggiore del pescatore e Donne su argano a Villerville) si trovano al Fine Arts Museum di San Francisco.
Fu premiato per due volte, nel 1875 e nel 1878, al Salon, e ricevette la Legion d'onore il 13 luglio 1881.